# Louise Bourrat
Louise Bourrat est une cheffe cuisinière franco-portugaise installée à Lisbonne à la tête du restaurant Boubou's.  
Elle est la gagnante de la saison 13 de Top Chef, diffusée sur M6 et RTL TVI en 2022.  

## Biographie
Louise Bourrat naît en 1994 ou 1995 (elle a 27 ans au moment du concours Top Chef) d'une mère portugaise et d'un père lyonnais, issus d'un milieu modeste. Elle grandit en région lyonnaise, et s'intéresse à la cuisine dès l'enfance avant que cela se transforme en passion à l'adolescence. Après son lycée, Louise Bourrat fait un BTS hôtellerie restauration et des stages dans des restaurants étoilés : à L'Hostellerie de l'Abbaye de la Celle (un des restaurants étoilés du groupe Alain Ducasse) puis au Chalet de la Forêt, restaurant doublement étoilé de Pascal Devalkeneer à Bruxelles.
Louise Bourrat part ensuite à Londres rejoindre son frère Alexis Bourrat au Bar Boulud (un des restaurants du Mandarin Oriental Hyde Park) où, pendant deux ans, elle progresse, devenant cheffe de partie senior. Après avoir travaillé quelques mois dans un restaurant de Tom Sellers à Chelsea, elle part à Santiago-du-Chili, où elle est cheffe pour la première fois dans le restaurant d'inspiration française El Francés del Barrio pour lequel elle participe au projet d'ouverture. Elle passe ensuite par la Colombie et le Nicaragua.
En 2018, Louise Bourrat revient en Europe et rejoint son frère qui ouvre avec son épouse un restaurant à Lisbonne, le Boubou's, où Louise finit par prendre la tête de la cuisine,. Là, sur un modèle de brasserie de luxe, ils proposent une cuisine fusion,, qualifiée de « irrévérencieuse et féminine ». Le restaurant se caractérise également par la mise en valeur des « produits un peu paysans et mal-aimés », une attention à la réduction des déchets et une brigade fortement féminisée.

### Participation àTop Chef
En 2020, Louise Bourrat s'inscrit au casting de Top Chef et n'est rappelée qu'en 2021. Elle est également poussée par Michel Sarran, qui vient dîner dans son restaurant.
Elle intègre en début de concours la brigade d'Hélène Darroze dans laquelle elle reste durant toute la compétition. Elle noue une relation particulière avec la chef,. Au fil des semaines, elle remporte l'épreuve de cuisson au brasero de Francis Mallmann, celle du « dessert  de la ruche » de Michaël Bartocetti, l'épreuve du mono-produit d'Anne-Sophie Pic, l'épreuve des coquillages de Dominique Crenn, l'épreuve de dessert de Mauro Colagreco et l'épreuve du guide rouge au cours de laquelle son plat est retenu par quatre inspecteurs du Guide Michelin, ce qui la qualifie pour la demi-finale.
Qualifiée en finale elle y affronte le candidat belge Arnaud Delvenne et remporte la victoire avec 56,19% des votes des convives du menu de finale.